# A Fish Out of Water
A Fish Out of Water (с англ. — «… И рыбку из пруда») — десятая серия третьего сезона мультсериала «Гриффины». Премьерный показ состоялся 19 сентября 2001 года на канале FOX. В России премьерный показ состоялся 9 августа 2002 года на канале Рен-ТВ.

## Сюжет
Безработный и подавленный, Питер начинает быстро толстеть. Он решает профессионально заняться рыбалкой. Его друг Джо отводит Питера на полицейский аукцион изъятых вещей, где Питер покупает себе лодку за 50 000 долларов. Чтобы оплатить покупку, Питер берёт ссуду, закладывая свой дом. Банк настолько уверен в финансовой несостоятельности Питера, что продаёт дом другой семье ещё до окончания срока договора. И правда, занятие рыболовством не приносит Питеру никакого дохода.
Питер отвергает предложение Куагмира оказывать сексуальные услуги толстухам (prostituting himself to fat women for quick cash), но загорается идеей поймать рыбу-убийцу (Daggermouth) как раз за награду в 50 000 долларов. От этого Питера отговаривает Шамус, рыбак с деревянными ногами и руками, но Питер настроен решительно. В этой затее ему помогают друзья: Куагмир, Кливленд и Джо.
Тем временем Лоис и Мег отправляются на вечеринку, где одноклассники Мег уделяют матери больше внимания, чем дочери. Раздосадованная Мег зла на мать, но та предлагает дочери немного расслабиться, потанцевав вдвоём с Лоис на пляжной сцене. Мег настолько понравились радостные возгласы публики, что она при всех обнажает свои груди, за что их с Лоис немедленно арестовывают, но им удаётся сбежать из полицейской машины.
Тем временем Питер с друзьями преследуют загадочную рыбу и узнают о том, что это — механическое существо, созданное в рекламных целях. Владелец и конструктор робота Солти платит Питеру вышеуказанную награду, чтобы тот держал язык за зубами. Питер выкупает обратно свой дом и выселяет новую семью.

## Создание
Авторы сценария: Алекс Борштейн и Майк Генри.
Режиссёр: Берт Ринг.
Приглашённые знаменитости: Майкл Чиклис, Ральф Герман, Альфонсо Рибейро, Лайза Уилхот и Брайан Дойль-Мюррей (в роли хозяина рыбы-убийцы Солти).